# アンドレ・マリネ
アンドレ・マリネ（フランス語: André Malinet、1877年6月28日 - 1956年5月20日）は、フランス出身のフィギュアスケート選手（男子シングル）。1924年シャモニーオリンピックフランス代表。

## 主な戦績
| 大会/年      | 1923-24 |
| ------------ | ------- |
| オリンピック | 11      |